# Lily Carter
Lily Carter (Yoncalla, 15 aprile 1990) è un'ex attrice pornografica statunitense.

## Biografia e carriera pornografica
Lily Carter iniziò a recitare nell'industria dei film per adulti all'età di 20 anni dopo aver pubblicato un annuncio sul sito sexyjobs, e ha già lavorato con diverse case cinematografiche per adulti, tra cui Hustler, Digital Sin, Elegant Angel, e Naughty America. Prima di entrare nel mondo del porno Lily era una modella su webcam con lo pseudonimo di Navaeh. Il suo nome d'arte viene dalla famosa attrice Lynda Carter, la Wonder Woman della nota serie TV. La Carter si riconosce come bisessuale e ha tatuati due stelle sui lati sopra il pube. Nel 2013 per la sua interpretazione in Wasteland ha ottenuto il riconoscimento come miglior attrice agli AVN, XBIZ e XRCO Awards, i tre premi più ambiti dell'industria pornografica.
Nel 2017 si è ritirata dalla scene, dopo aver girato oltre 300 scene con 5 premi nei concorsi più importanti del settore.

## Riconoscimenti
- AVN Awards
  - 2013 – Best Actress per Wasteland[11]
- XBIZ Awards
  - 2013 – Best Actress - Feature Movie per Wasteland condiviso con Lily LaBeau[12]
  - 2013 – Best Scene - Feature Movie per Wasteland con Lily LaBeau, Mick Blue, Ramon Nomar, David Perry e Toni Ribas[13]

- XRCO Award
  - 2013 – Best Actress per Wasteland[14]
  - 2013 – Crea Dream[15]

## Filmografia
- ATK Newcomers 1 (2010)
- ATK Petites 2 (2010)
- Bald Beavers 2 (2010)
- Barely Legal 111 (2010)
- BJ's In PJ's 1 (2010)
- Cock Sucking Challenge 3 (2010)
- Couples Seeking Teens 5 (2010)
- Farm Fresh 3 (2010)
- Fucking Machines 11425 (2010)
- Fucking Machines 11484 (2010)
- Fucking Machines 11485 (2010)
- Fucking Machines 9835 (2010)
- Fucking Machines 9836 (2010)
- I Love Big Toys 29 (2010)
- Lily Carter Massage (2010)
- Naughty Nanny 3 (2010)
- Net Skirts 4.0 (2010)
- Sex Dolls (2010)
- Slumber Party 3 (2010)
- 2 Chicks Same Time 9 (2011)
- Adventures in Babysitting (2011)
- All By Myself (2011)
- Angel Face 1 (2011)
- Angel Face 2 (2011)
- Babysitter 5 (2011)
- Best New Starlets 2012 (2011)
- Big Toy Orgy 2 (2011)
- Bullied Bi Cuckolds 12 (2011)
- Cuties 2 (2011)
- Dani Daniels' The Yoga Instructor (2011)
- Don't Make Me Beg 4 (2011)
- Face Fucking Inc. 11 (2011)
- Forced Bi Cuckolds 12 (2011)
- Fuck a Fan 15 (2011)
- Fucking Machines 11424 (2011)
- Fucking Machines 11426 (2011)
- Handjob Winner 12 (2011)
- In the VIP 8 (2011)
- Jailbait 8 (2011)
- Lesbian Babysitters 6 (2011)
- Lesbian Bridal Stories 5 (2011)
- Love N Nylons (2011)
- Maid In Heaven (2011)
- Massive Facials 4 (2011)
- My First Orgy 2 (2011)
- Naughty Rich Girls 5 (2011)
- Net Skirts 6.0 (2011)
- New Girl in Town 2 (2011)
- Only Teen Blowjobs 16 (2011)
- Pictures at an Exxxhibiton (2011)
- Please Make Me Lesbian 1 (2011)
- Please Make Me Lesbian 2 (2011)
- Please Make Me Lesbian 3 (2011)
- Please Make Me Lesbian 4 (2011)
- Please Make Me Lesbian 5 (2011)
- Poor Little Shyla 2 (2011)
- Pure 18 19 (2011)
- Sexy Senoritas 6 (2011)
- She's So Cute 3 (2011)
- Slick Ass Girls 2 (2011)
- Slumber Party 12 (2011)
- Slumber Party 14 (2011)
- Slut Puppies 5 (2011)
- Solo Sweethearts 2 (2011)
- Squirtamania 14 (2011)
- Squirtamania 20 (2011)
- Stalker 2 (2011)
- Teach Me 2 (2011)
- Teen Fidelity 2 (2011)
- Teens Like It Big 10 (2011)
- Teeny Bopper Club 9 (2011)
- This Is Why I'm Hot 2: Rising Starlets (2011)
- Tiny Little Titties (2011)
- Too Big for Teens 6 (2011)
- Trained Teens 4 (2011)
- We Live Together.com 20 (2011)
- Wet Panty POV (2011)
- Anal Boot Camp (2012)
- Anal Students (2012)
- Bachelorette Parties 4 (2012)
- Bachelorette Parties 7 (2012)
- Backstage Pass 2 (2012)
- Blacks On Blondes: Lily Carter (2012)
- Blowjob Winner 12 (2012)
- Deep Kissing Lesbians (2012)
- Deep Kissing Lesbians: Her Dream Nurse (2012)
- Evalutionary 2 (2012)
- Facial Overload 2 (2012)
- Fantasy Solos 3 (2012)
- Father's Lust (2012)
- Fluffers 11 (2012)
- Girls Kissing Girls 9 (2012)
- Hot For Teacher 5 (2012)
- I Am Lily (2012)
- Innocence of Youth 1 (2012)
- Interracial Lesbian Romance (2012)
- Lesbian PsychoDramas 9 (2012)
- Lesbian Slumber Party 2: Lesbians in Training (2012)
- Lesbian Workout (2012)
- Lily Carter is Irresistible (2012)
- Molly's Life 18 (2012)
- My Dad's Hot Girlfriend 9 (2012)
- Naughty Neighbors 3 (2012)
- Neighbors (2012)
- Performers of the Year 2013 (2012)
- Planet Anal (2012)
- Please Make Me Lesbian 6 (2012)
- Please Make Me Lesbian 7 (2012)
- Please Make Me Lesbian 8 (2012)
- Precious Moment (2012)
- Pretty Dirty 1 (2012)
- Prince The Penetrator (2012)
- Pump My Ass Full Of Cum 3 (2012)
- Rub Me Down (2012)
- Sex Boutique: Glory Holes (2012)
- She's So Cute 4 (2012)
- Slurpy Throatsluts (2012)
- Sluts Behind Bars (2012)
- Spandex Loads 3 (2012)
- Sport Fucking 9 (2012)
- Swinger (2012)
- Sybian Squirters (2012)
- Teens in Need of Cock (2012)
- Teens Like It Big 12 (2012)
- Total Teen Tension (2012)
- Ultimate Fuck Toy: Riley Reid (2012)
- Unplanned Orgies 9 (2012)
- Wasteland (2012)
- When Blacks Attack 3 (2012)
- Young As They Cum 6 (2012)
- Barefoot Confidential 76 (2013)
- Best Butt in the Biz (2013)
- Cheer Squad Sleepovers 5 (2013)
- Cheer Squad Sleepovers 6 (2013)
- Cuntry Pussy (2013)
- Disconnected (2013)
- Don't Fuck My Sister (2013)
- Going Solo (2013)
- Housewives Gone Black 15 (2013)
- Just Us Girls (2013)
- Lesbian Triangles 27 (2013)
- Lick Me Please (2013)
- Mammoth Dick Brothers 4 (2013)
- Meow 3 (2013)
- Mr. Anal 7 (2013)
- My Dad's Hot Girlfriend 15805 (2013)
- My Ex Girlfriend 11 (2013)
- My Sister's Hot Friend 32 (2013)
- Net Skirts 11.0 (2013)
- OMG... It's the Leaving Las Vegas Parody (2013)
- Please Make Me Lesbian 10 (2013)
- Please Make Me Lesbian 9 (2013)
- Pornstars Like It Big 16 (2013)
- Real Female Orgasms 16 (2013)
- Teachers (2013)
- Tonight's Girlfriend 16 (2013)
- We Live Together.com 29 (2013)
- Whitie Likes It Dark 1 (2013)
- Women Seeking Women 90 (2013)
- Young As They Cum 7 (2013)
- Best Of She's So Cute (2014)
- Black Cock Please (2014)
- Cumshot Eruptions 2 (2014)
- Dark Matter (2014)
- Deep In The Pussy 2 (2014)
- Fantasies Come True 2 (2014)
- Fantasy One HD 15 (2014)
- Fantasy One HD 9 (2014)
- Filthy Anal Cuties (2014)
- Getting Slammed 2 (2014)
- I Have a Wife 31 (2014)
- My Dad's Hot Girlfriend 21 (2014)
- My Sexual Fantasies (2014)
- My Sister The Cheerleader (2014)
- Net Skirts 12.0 (2014)
- Please Make Me Lesbian 11 (2014)
- Please Make Me Lesbian 12 (2014)
- Pornstar Power 2 (2014)
- She's Gonna Squirt 5 (2014)
- Sluts On Social Media (2014)
- Suicide Dolls (2014)
- Tongue Me Down (2014)
- Tonight's Girlfriend 32 (2014)
- Watch Me Diddle My Pussy (2014)
- Women Seeking Women 101 (2014)
- Women Seeking Women 106 (2014)
- Gimme That Dick 1 (2015)
- Naturally Beautiful 2 (2015)
- Women Seeking Women 119 (2015)
- Cowgirls Do It with Their Boots On (2016)
- Jelena Jensen and Her Girlfriends (2016)
- Lesbian Seductions 53: Older/Younger (2016)
- Only For Tonight (2016)
- Rubbin' The Nub 3 (2016)
- She Wants Pussy 3 (2016)
- Solo Sluts 2 (2016)
- Titillating Petites Need to Fuck (2016)
- Top-shelf Pussy (2016)
- Julia Ann and Her Girlfriends (2017)